# Шариф Али
Шариф Али (араб. شريف علي‎; ум. 1432) — четвёртый султан Брунея, правивший в 1425—1432 годах.

## Биография
По происхождению был арабом и потомком праведного халифа Хасана ибн Али.
Был женат на Путери Ратне Кесуме, дочери султана Ахмада, после смерти которого в 1425 году взошёл на престол. В источниках упоминается, что он хорошо знал ислам и способствовал его распространению в султанате. Шариф Али был первым султаном, в правление которого была построена мечеть, а также во время его правления были построены каменная крепость и город Кота-Бату.
Умер в 1432 году, новым султаном стал его сын Сулейман.